# James Murray
James Murray (East Lothian, 21 de janeiro de 1721 – Battle, 18 de junho de 1794) foi um oficial do exército escocês, cuja longa carreira incluiu serviços como administrador colonial e governador da província de Quebec e, posteriormente, como governador de Minorca de 1778 a 1782. Seu mandato em Quebec foi notavelmente bem-sucedido e marcado por excelentes relações com os conquistados franco-canadenses, que foram reassegurados de seus direitos e costumes tradicionais.

## Juventude
Ele era o filho mais novo de Alexander Murray, 4º Lord Elibank, e sua esposa Elizabeth (Betty) Stirling. Seu primo com dois filhos  foi Alexander Murray, que serviu na Nova Escócia. Educado em Haddington e Selkirk, ele começou sua carreira militar em 1736 no 3º Regimento Escocês no serviço holandês. Em 1740, ele serviu como segundo-tenente na Marinha de Wynyard, sob o comando de seu irmão Patrick Murray, 5º Lord Elibank, no ataque malsucedido a Cartagena. Ele voltou como capitão em 1742. Ele serviu como capitão da companhia de granadeiros do 15º Regimento de Pé durante a Guerra da Sucessão Austríaca, sendo gravemente ferido durante o Cerco de Ostende em 1745, e se destacando no Raid em Lorient em 1746. Em dezembro de 1748, ele se casou com Cordelia Collier, de Hastings.

## Canadá

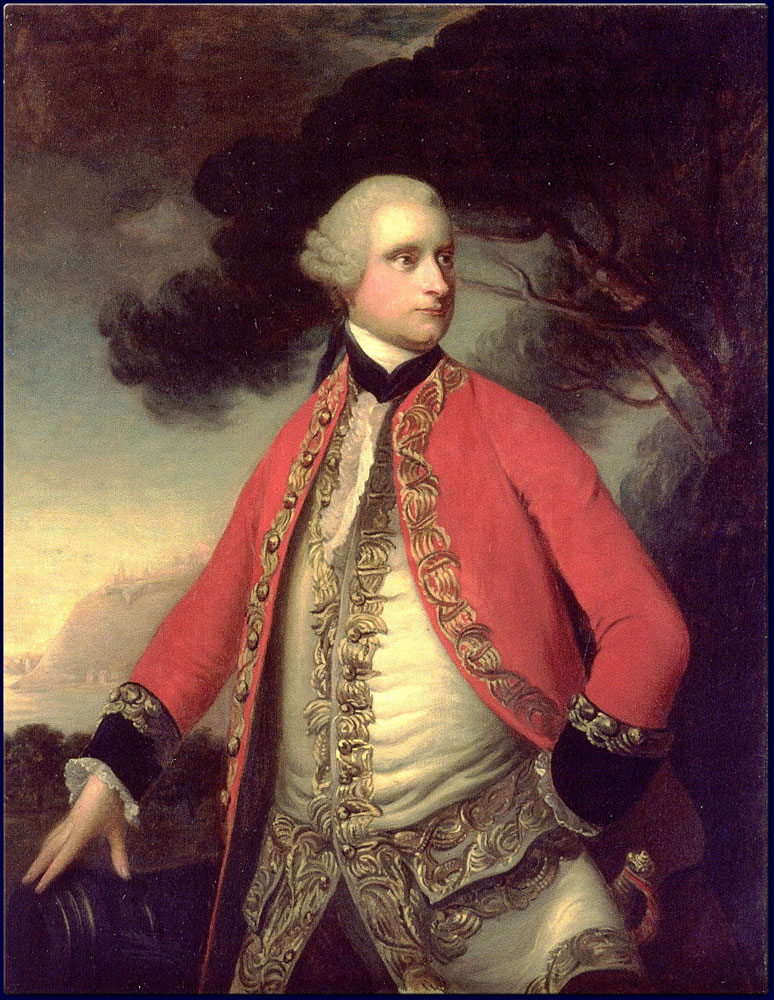
James Murray, governador da América do Norte Britânica.

James Murray adquiriu sua maioria no 15º Regimento de Pé em 1749, e se tornou
tenente-coronel em 1751. Ele comandou seu regimento no Raid on Rochefort, 1757, defendendo Sir John Mordaunt em sua corte marcial subsequente. Ele comandou um batalhão no Cerco de Louisbourg em 1758 junto com seu irmão Alexander.
Quando Louisbourg foi tomada, Murray acompanhou o General Wolfe em uma expedição de ataque ao norte na campanha do Golfo de St. Lawrence (1758). Enquanto Wolfe destruía os assentamentos franceses ao longo da Península de Gaspe, Murray atormentava os assentamentos de pesca franceses ao longo da Baía de Miramichi. Parte da destruição incluiu as casas e a igreja de St. Anne, agora chamada de Igreja Queimada.
Murray serviu sob o general James Wolfe na Batalha das Planícies de Abraham em 1759. Murray acreditava que o plano de Wolfe de desembarcar o exército em Anse au Foulon era tolo e absurdo, e teve sucesso "apenas pela Providência".  Ele era o comandante militar da cidade de Quebec depois que ela caiu para os britânicos. Lévis conseguiu derrotar Murray e os britânicos na Batalha de Sainte-Foy em 1760. Como resultado, os franceses conseguiram sitiar Quebec, mas este foi abandonado devido à falta de suprimentos e à chegada de uma frota de ajuda britânica.
Ele encorajou seu sobrinho favorito, Patrick Ferguson, a segui-lo na carreira militar. Patrick era filho da irmã de Murray, Anne, que era casada com Lord Pitfour.  Ele também ajudou outro sobrinho, Patrick Murray, filho ilegítimo de seu irmão, George.
A participação bem-sucedida de Murray no avanço britânico em Montreal, no qual pacificou muitos dos canadenses franceses, mostrou seu verdadeiro valor como comandante militar e negociador. Em 5 de setembro de 1760, Murray assinou um Tratado de Paz e Amizade com a Nação Huron, então residindo em Lorette, perto da cidade de Quebec. Em 1990, esse tratado foi considerado pela Suprema Corte do Canadá como válido e vinculativo para a Coroa.

### Governador de Quebec
Em outubro de 1760, ele se tornou governador militar do distrito de Quebec e o primeiro governador civil da província de Quebec em 4 de outubro de 1763. Ele foi promovido a major-general em 26 de março de 1765. Como governador, ele foi simpático aos franco-canadenses, favorecendo-os em relação aos mercadores britânicos que vieram se estabelecer na esteira da conquista. Ele permitiu a continuação da lei civil francesa porque na época os franceses superavam os britânicos em 25:1 e ele precisava ter cuidado para não incitar descontentamento ou rebelião. A insatisfação dos colonos britânicos levou à sua destituição em 1766 (embora tenha permanecido governador em nome até 1768), mas seus precedentes foram preservados na Lei de Quebec de 1774.
Em seu retorno à Grã-Bretanha, foi nomeado coronel do 13º Regimento de Pé, cargo que ocupou de 1767 a 1789.

## Minorca
Murray foi vice-governador de 1774 a 1778 e governador de Minorca de 1778 a 1782. Em 1780, ele se casou, como sua segunda esposa, com Ann Witham, filha do cônsul-geral local. Durante a Guerra da Independência dos Estados Unidos, ele defendeu o Forte St. Philip, em Port Mahon, contra um cerco franco-espanhol por sete meses (1781-82), até ser forçado a se render. Ele ficou conhecido como 'Old Minorca' Murray como resultado.
Ele então voltou para sua casa, Beauport Park, em Hollington, Sussex, onde morreu. Outras honras vieram a ele em seus últimos anos: ele foi nomeado General e Governador de Kingston-upon-Hull em 1783, e Coronel dos 21º (Royal North British) Fusiliers em 1789. Seu corpo foi enterrado na abside de a agora arruinada Igreja da Velha Santa Helena, Hastings.

## Família
Seu primeiro casamento não teve filhos, mas no segundo, ele teve seis filhos (dois dos quais morreram na infância):
- James Patrick Murray, mais tarde Major General, que se casou com Elizabeth Rushworth
- Cordelia Murray, que se casou com o Rev. Henry Hodges
- Wilhelmina Murray, casada com James, 4º Lord Douglas de Douglas
- George Murray (morreu na infância)
- Elizabeth Mary Murray (morreu na infância)
- Anne Harriet Murray

Ele e sua esposa também criaram seu irmão mais velho, Patrick, a filha ilegítima de Lord Elibank, Maria Murray.